# Dismorphia niepelti
Dismorphia niepelti is een vlindersoort uit de familie van de Pieridae (witjes), onderfamilie Dismorphiinae.
Dismorphia niepelti werd in 1909 beschreven door Weymer.